# Hemileius perlongus
Hemileius perlongus är en kvalsterart som först beskrevs av Vasiliu och Calugar 1976.  Hemileius perlongus ingår i släktet Hemileius och familjen Hemileiidae. Inga underarter finns listade i Catalogue of Life.